# Индонезийско-итальянские отношения
Индонезия и Италия установили дипломатические отношения в начале 1950-х годов. Италия продемонстрировала сильное желание улучшить свои отношения с Индонезией, особенно в области межкультурного взаимопонимания и торговли. Индонезия признаёт стратегическое положение и важную роль Италии в центре Средиземноморского региона, в то время как Италия поддерживает отношения с Индонезией и считает Индонезию лидером в Юго-Восточной Азии. Отношения двух стран важны не только для наведения мостов между двумя региональными сообществами (Европейским союзом и АСЕАН), но также жизненно важны для осуществления межкультурного и межконфессионального диалога, поскольку в Индонезии проживает самое большое мусульманское население в мире, а Италия является сердцем католической веры.
У Индонезии есть посольство в Риме, которое также аккредитовано на Мальте, Кипре, в Сан-Марино и в международных организациях, таких как ФАО, МФСР, ВПП и УНИДРУА, а у Италии есть посольство в Джакарте.

## История
Итальянские исследователи были одними из первых европейцев, достигших Индонезийского архипелага. Отчёты первопроходцев предоставили начальную информацию об Азии для более поздних европейских исследователей в эпоху Великих географических открытий. В конце XIII века Марко Поло сделал остановку в Самудра Пасае, Ачех, Северная Суматра, на обратном пути из Восточной Азии. В начале XIV века монах-францисканец Маттиусси посетил несколько мест в современной Индонезии: Суматру, Яву и Банджармасин на Калимантане между 1318 и 1330 годами. В своём отчете он описал позолоченный дворец яванского короля и войну Великому хану империи Юань. В частности, Маттиусси посетил двор короля Маджапахита Джаянегары в Тровулане.
Дипломатические отношения начались с признания Италией Республики Индонезия 29 декабря 1949 года. Официальное представительство Индонезии в Риме было открыто в марте 1952 года, а Итальянская Республика открыла своё официальное представительство в Джакарте в октябре 1952 года. В декабре 1953 года оба правительства согласились обновить статус их представителей в Риме и Джакарте в посольства.

## Государственные визиты
В 1997 году премьер-министр Италии Романо Проди посетил Индонезию, а в 2002 году президент Индонезии Абдуррахман Вахид посетил Италию с официальным визитом, за которым последовал визит президента Мегавати Сукарнопутри в 2003 году. В марте 2009 г. министры иностранных дел двух стран подписали меморандум о взаимопонимании о создании Форума двусторонних консультаций. 23—24 апреля 2012 г. министр иностранных дел Италии Джулио Терци посетил Индонезию для участия в саммите ЕС-АСЕАН.
15—16 ноября 2022 года премьер-министр Италии Джорджа Мелони приняла участие в Саммите G-20, проходившем в Индонезии.

## Торговля и инвестиции
В 2012 году объём двусторонней торговли достиг 4,5 млрд долларов США. Итальянское правительство описывает предложение Индонезии по увеличению двусторонней торговли как чрезвычайно привлекательное, и обе страны отметили, что есть возможности для роста.

## Межкультурный и межконфессиональный диалог
Как страну с самым большим мусульманским населением, с демократическим правительством, которое ценит разнообразие, Италия привлекла Индонезию к своим усилиям по достижению мира во всём мире посредством межконфессионального диалога в 2009 году. Италия и Индонезия разделяют свою решимость работать во имя мира на Ближнем Востоке, а также озабоченность по поводу прав человека и приверженность борьбе с терроризмом, вдохновлённым фундаменталистами. Италия дополняет культурное разнообразие Индонезии и её потенциальную роль моста между Западом и исламом.